# 트랜스페린
트랜스페린(영어: transferrin)은 척추동물에서 발견되는 당단백질로 혈장에서 철(Fe)에 결합하여 철의 운반을 매개한다. 간에서 생산되며 두 개의 Fe3+ 이온과 결합할 수 있는 부위를 가지고 있다. 사람 트랜스페린은 TF 유전자에 의해 암호화되어 있으며 분자량은 76kDa이다.
트랜스페린 당단백질은 철과 강하게 결합하지만 그 결합은 가역적이다. 트랜스페린과 결합한 상태인 철은 체내 존재하는 전체 철의 0.1%보다 적지만(4mg), 교체 속도가 가장 빠르며(25mg/24h) 체내에 가장 중요한 철의 저장고 역할을 한다. 철과 결합하는 친화도는 매우 높으며, pH 7.4에서 결합상수는 1020 M−1이다. 그러나 pH가 중성 이하로 떨어지면 친화도가 계속 떨어진다. 트랜스페린은 척추동물의 다양한 체액에 들어 있다. 몇몇 척추동물은 혈림프에 트랜스페린과 유사하게 작용하는 단백질이 존재한다.
철과 결합하지 않은 트랜스페린은 아포트랜스페린(apotransferrin)이라고 한다.

## 같이 보기
- 락토페린